# Tour d'Oman 2025
Le Tour d'Oman 2025 est la 14e édition de cette course cycliste sur route masculine. Il a lieu du 8 au 12 février 2025 à Oman. Il fait partie du calendrier UCI ProSeries 2025 en catégorie 2.Pro.

## Présentation
Le Tour d'Oman est « organisé par la municipalité de Mascate en association avec l'Oman Cycling Federation avec le concours technique et sportif d'Amaury Sport Organisation (ASO) ». À l'occasion de l'édition 2018, le partenariat entre la municipalité de Mascate et ASO a été prolongé pour six ans. 

### Équipes
18 équipes participent à ce Tour d'Oman - 9 WorldTeams, 5 ProTeams, 3 équipes continentales professionnelles et une équipe nationale :
| WorldTeams (9)- Arkéa-B&B Hotels - Groupama-FDJ - Movistar Team - Soudal Quick-Step - Team Jayco AlUla - Team Picnic-PostNL - Team Visma \| Lease a Bike - UAE Team Emirates XRG - XDS Astana Team ProTeams (5)- Burgos-Burpellet-BH - Q36.5 Pro Cycling Team - Team TotalEnergies - Tudor Pro Cycling Team - Uno-X Mobility Équipes continentales (3)- JCL Team Ukyo - Roojai Insurance - Terengganu Cycling Team Équipe nationale- Oman |
| |

## Étapes
| Étape     | Date    | Villes étapes                                                   | type                      | Distance (km) | Vainqueur d'étape      | Leader du classement général |
| --------- | ------- | --------------------------------------------------------------- | ------------------------- | ------------- | ---------------------- | ---------------------------- |
| 1re étape | 8 fév.  | Bawshar – Hawiyat Najm                                          | étape de plaine           | 177,7         | Olav Kooij             | Olav Kooij                   |
| 2e étape  | 9 fév.  | Rustaq Fort – Yitti Hills                                       | étape vallonnée           | 202,9         | Louis Vervaeke         | Louis Vervaeke               |
| 3e étape  | 10 fév. | Fanja – Ad-Dākhilīyah                                           | étape vallonnée           | 180,8         | David Gaudu            | David Gaudu                  |
| 4e étape  | 11 fév. | Oman Across Ages Museum – Oman Convention and Exhibition Centre | étape de plaine           | 181,5         | Olav Kooij             | David Gaudu                  |
| 5e étape  | 12 fév. | Ad-Dākhilīyah – djebel Akhdar                                   | étape de moyenne montagne | 138,5         | Valentin Paret-Peintre | Adam Yates                   |

## Déroulement de la course

### 1reétape
| \| Classement de l'étape \| Classement de l'étape \| Classement de l'étape \| Classement de l'étape \| Classement de l'étape \| \| Coureur \| Coureur \| Pays \| Équipe \| Temps \| \| --------------------- \| --------------------- \| --------------------- \| -------------------------- \| --------------------- \| \| 1er \| Olav Kooij \| Pays-Bas \| Team Visma \\| Lease a Bike \| 4 h 27 min 19 s \| \| 2e \| Pavel Bittner \| Tchéquie \| Team Picnic-PostNL \| + 0 s \| \| 3e \| Erlend Blikra \| Norvège \| Uno-X Mobility \| + 0 s \| \| 4e \| Andrea D'Amato \| Italie \| JCLTeam Ukyo \| + 0 s \| \| 5e \| Rick Pluimers \| Pays-Bas \| Tudor Pro Cycling Team \| + 0 s \| \| 6e \| Fernando Gaviria \| Colombie \| Movistar Team \| + 0 s \| \| 7e \| Anthony Turgis \| France \| Team TotalEnergies \| + 0 s \| \| 8e \| Émilien Jeannière \| France \| Team TotalEnergies \| + 0 s \| \| 9e \| Luca Giaimi \| Italie \| UAE Team Emirates XRG \| + 0 s \| \| 10e \| Giacomo Nizzolo \| Italie \| Q36.5 Pro Cycling Team \| + 0 s \| |                   |          |                            |                 |
| |                   |          |                            |                 |
| |                   |          |                            |                 |
| Classement de l'étape |                   |          |                            |                 |
| Coureur | Coureur           | Pays     | Équipe                     | Temps           |
| 1er | Olav Kooij        | Pays-Bas | Team Visma \| Lease a Bike | 4 h 27 min 19 s |
| 2e | Pavel Bittner     | Tchéquie | Team Picnic-PostNL         | + 0 s           |
| 3e | Erlend Blikra     | Norvège  | Uno-X Mobility             | + 0 s           |
| 4e | Andrea D'Amato    | Italie   | JCLTeam Ukyo               | + 0 s           |
| 5e | Rick Pluimers     | Pays-Bas | Tudor Pro Cycling Team     | + 0 s           |
| 6e | Fernando Gaviria  | Colombie | Movistar Team              | + 0 s           |
| 7e | Anthony Turgis    | France   | Team TotalEnergies         | + 0 s           |
| 8e | Émilien Jeannière | France   | Team TotalEnergies         | + 0 s           |
| 9e | Luca Giaimi       | Italie   | UAE Team Emirates XRG      | + 0 s           |
| 10e | Giacomo Nizzolo   | Italie   | Q36.5 Pro Cycling Team     | + 0 s           |

| \| Classement général \| Classement général \| Classement général \| Classement général \| Classement général \| \| Coureur \| Coureur \| Pays \| Équipe \| Temps \| \| ------------------ \| ------------------ \| ------------------ \| -------------------------- \| ------------------ \| \| 1er \| Olav Kooij \| Pays-Bas \| Team Visma \\| Lease a Bike \| 4 h 27 min 09 s \| \| 2e \| Pavel Bittner \| Tchéquie \| Team Picnic-PostNL \| + 4 s \| \| 3e \| Rodrigo Álvarez \| Espagne \| Burgos-Burpellet-BH \| + 5 s \| \| 4e \| Erlend Blikra \| Norvège \| Uno-X Mobility \| + 6 s \| \| 5e \| David Gaudu \| France \| Groupama-FDJ \| + 9 s \| \| 6e \| Andrea D'Amato \| Italie \| JCLTeam Ukyo \| + 10 s \| \| 7e \| Rick Pluimers \| Pays-Bas \| Tudor Pro Cycling Team \| + 10 s \| \| 8e \| Fernando Gaviria \| Colombie \| Movistar Team \| + 10 s \| \| 9e \| Anthony Turgis \| France \| Team TotalEnergies \| + 10 s \| \| 10e \| Émilien Jeannière \| France \| Team TotalEnergies \| + 10 s \| |                   |          |                            |                 |
| |                   |          |                            |                 |
| |                   |          |                            |                 |
| Classement général |                   |          |                            |                 |
| Coureur | Coureur           | Pays     | Équipe                     | Temps           |
| 1er | Olav Kooij        | Pays-Bas | Team Visma \| Lease a Bike | 4 h 27 min 09 s |
| 2e | Pavel Bittner     | Tchéquie | Team Picnic-PostNL         | + 4 s           |
| 3e | Rodrigo Álvarez   | Espagne  | Burgos-Burpellet-BH        | + 5 s           |
| 4e | Erlend Blikra     | Norvège  | Uno-X Mobility             | + 6 s           |
| 5e | David Gaudu       | France   | Groupama-FDJ               | + 9 s           |
| 6e | Andrea D'Amato    | Italie   | JCLTeam Ukyo               | + 10 s          |
| 7e | Rick Pluimers     | Pays-Bas | Tudor Pro Cycling Team     | + 10 s          |
| 8e | Fernando Gaviria  | Colombie | Movistar Team              | + 10 s          |
| 9e | Anthony Turgis    | France   | Team TotalEnergies         | + 10 s          |
| 10e | Émilien Jeannière | France   | Team TotalEnergies         | + 10 s          |

### 2eétape
| \| Classement de l'étape \| Classement de l'étape \| Classement de l'étape \| Classement de l'étape \| Classement de l'étape \| \| Coureur \| Coureur \| Pays \| Équipe \| Temps \| \| --------------------- \| ---------------------- \| --------------------- \| ---------------------- \| --------------------- \| \| 1er \| Louis Vervaeke \| Belgique \| Soudal Quick-Step \| 4 h 45 min 06 s \| \| 2e \| Valentin Paret-Peintre \| France \| Soudal Quick-Step \| + 2 s \| \| 3e \| Sean Flynn \| Royaume-Uni \| Team Picnic-PostNL \| + 2 s \| \| 4e \| Felix Engelhardt \| Allemagne \| Team Jayco AlUla \| + 2 s \| \| 5e \| Marco Brenner \| Allemagne \| Tudor Pro Cycling Team \| + 2 s \| \| 6e \| Henok Mulubrhan \| Érythrée \| XDS Astana Team \| + 2 s \| \| 7e \| Steff Cras \| Belgique \| Team TotalEnergies \| + 2 s \| \| 8e \| Adam Yates \| Royaume-Uni \| UAE Team Emirates XRG \| + 2 s \| \| 9e \| Mathys Rondel \| France \| Tudor Pro Cycling Team \| + 2 s \| \| 10e \| David Gaudu \| France \| Groupama-FDJ \| + 2 s \| |                        |             |                        |                 |
| |                        |             |                        |                 |
| |                        |             |                        |                 |
| Classement de l'étape |                        |             |                        |                 |
| Coureur | Coureur                | Pays        | Équipe                 | Temps           |
| 1er | Louis Vervaeke         | Belgique    | Soudal Quick-Step      | 4 h 45 min 06 s |
| 2e | Valentin Paret-Peintre | France      | Soudal Quick-Step      | + 2 s           |
| 3e | Sean Flynn             | Royaume-Uni | Team Picnic-PostNL     | + 2 s           |
| 4e | Felix Engelhardt       | Allemagne   | Team Jayco AlUla       | + 2 s           |
| 5e | Marco Brenner          | Allemagne   | Tudor Pro Cycling Team | + 2 s           |
| 6e | Henok Mulubrhan        | Érythrée    | XDS Astana Team        | + 2 s           |
| 7e | Steff Cras             | Belgique    | Team TotalEnergies     | + 2 s           |
| 8e | Adam Yates             | Royaume-Uni | UAE Team Emirates XRG  | + 2 s           |
| 9e | Mathys Rondel          | France      | Tudor Pro Cycling Team | + 2 s           |
| 10e | David Gaudu            | France      | Groupama-FDJ           | + 2 s           |

| \| Classement général \| Classement général \| Classement général \| Classement général \| Classement général \| \| Coureur \| Coureur \| Pays \| Équipe \| Temps \| \| ------------------ \| ---------------------- \| ------------------ \| ---------------------- \| ------------------ \| \| 1er \| Louis Vervaeke \| Belgique \| Soudal Quick-Step \| 9 h 12 min 15 s \| \| 2e \| Valentin Paret-Peintre \| France \| Soudal Quick-Step \| + 6 s \| \| 3e \| Sean Flynn \| Royaume-Uni \| Team Picnic-PostNL \| + 8 s \| \| 4e \| David Gaudu \| France \| Groupama-FDJ \| + 11 s \| \| 5e \| Marco Brenner \| Allemagne \| Tudor Pro Cycling Team \| + 12 s \| \| 6e \| Mathys Rondel \| France \| Tudor Pro Cycling Team \| + 12 s \| \| 7e \| Adam Yates \| Royaume-Uni \| UAE Team Emirates XRG \| + 12 s \| \| 8e \| Diego Ulissi \| Italie \| XDS Astana Team \| + 12 s \| \| 9e \| Alessandro Fancellu \| Italie \| JCLTeam Ukyo \| + 12 s \| \| 10e \| Lawrence Warbasse \| États-Unis \| Tudor Pro Cycling Team \| + 12 s \| |                        |             |                        |                 |
| |                        |             |                        |                 |
| |                        |             |                        |                 |
| Classement général |                        |             |                        |                 |
| Coureur | Coureur                | Pays        | Équipe                 | Temps           |
| 1er | Louis Vervaeke         | Belgique    | Soudal Quick-Step      | 9 h 12 min 15 s |
| 2e | Valentin Paret-Peintre | France      | Soudal Quick-Step      | + 6 s           |
| 3e | Sean Flynn             | Royaume-Uni | Team Picnic-PostNL     | + 8 s           |
| 4e | David Gaudu            | France      | Groupama-FDJ           | + 11 s          |
| 5e | Marco Brenner          | Allemagne   | Tudor Pro Cycling Team | + 12 s          |
| 6e | Mathys Rondel          | France      | Tudor Pro Cycling Team | + 12 s          |
| 7e | Adam Yates             | Royaume-Uni | UAE Team Emirates XRG  | + 12 s          |
| 8e | Diego Ulissi           | Italie      | XDS Astana Team        | + 12 s          |
| 9e | Alessandro Fancellu    | Italie      | JCLTeam Ukyo           | + 12 s          |
| 10e | Lawrence Warbasse      | États-Unis  | Tudor Pro Cycling Team | + 12 s          |

### 3eétape
| \| Classement de l'étape \| Classement de l'étape \| Classement de l'étape \| Classement de l'étape \| Classement de l'étape \| \| Coureur \| Coureur \| Pays \| Équipe \| Temps \| \| --------------------- \| ---------------------- \| --------------------- \| -------------------------- \| --------------------- \| \| 1er \| David Gaudu \| France \| Groupama-FDJ \| 4 h 16 min 10 s \| \| 2e \| Adam Yates \| Royaume-Uni \| UAE Team Emirates XRG \| + 1 s \| \| 3e \| Damien Howson \| Australie \| Q36.5 Pro Cycling Team \| + 5 s \| \| 4e \| Valentin Paret-Peintre \| France \| Soudal Quick-Step \| + 13 s \| \| 5e \| Marco Brenner \| Allemagne \| Tudor Pro Cycling Team \| + 13 s \| \| 6e \| Cian Uijtdebroeks \| Belgique \| Team Visma \\| Lease a Bike \| + 16 s \| \| 7e \| Chris Harper \| Australie \| Team Jayco AlUla \| + 16 s \| \| 8e \| Diego Ulissi \| Italie \| XDS Astana Team \| + 23 s \| \| 9e \| Ruben Guerreiro \| Portugal \| Movistar Team \| + 23 s \| \| 10e \| Wout Poels \| Pays-Bas \| XDS Astana Team \| + 23 s \| |                        |             |                            |                 |
| |                        |             |                            |                 |
| |                        |             |                            |                 |
| Classement de l'étape |                        |             |                            |                 |
| Coureur | Coureur                | Pays        | Équipe                     | Temps           |
| 1er | David Gaudu            | France      | Groupama-FDJ               | 4 h 16 min 10 s |
| 2e | Adam Yates             | Royaume-Uni | UAE Team Emirates XRG      | + 1 s           |
| 3e | Damien Howson          | Australie   | Q36.5 Pro Cycling Team     | + 5 s           |
| 4e | Valentin Paret-Peintre | France      | Soudal Quick-Step          | + 13 s          |
| 5e | Marco Brenner          | Allemagne   | Tudor Pro Cycling Team     | + 13 s          |
| 6e | Cian Uijtdebroeks      | Belgique    | Team Visma \| Lease a Bike | + 16 s          |
| 7e | Chris Harper           | Australie   | Team Jayco AlUla           | + 16 s          |
| 8e | Diego Ulissi           | Italie      | XDS Astana Team            | + 23 s          |
| 9e | Ruben Guerreiro        | Portugal    | Movistar Team              | + 23 s          |
| 10e | Wout Poels             | Pays-Bas    | XDS Astana Team            | + 23 s          |

| \| Classement général \| Classement général \| Classement général \| Classement général \| Classement général \| \| Coureur \| Coureur \| Pays \| Équipe \| Temps \| \| ------------------ \| ---------------------- \| ------------------ \| -------------------------- \| ------------------ \| \| 1er \| David Gaudu \| France \| Groupama-FDJ \| 13 h 28 min 26 s \| \| 2e \| Adam Yates \| Royaume-Uni \| UAE Team Emirates XRG \| + 6 s \| \| 3e \| Damien Howson \| Australie \| Q36.5 Pro Cycling Team \| + 12 s \| \| 4e \| Valentin Paret-Peintre \| France \| Soudal Quick-Step \| + 18 s \| \| 5e \| Marco Brenner \| Allemagne \| Tudor Pro Cycling Team \| + 24 s \| \| 6e \| Chris Harper \| Australie \| Team Jayco AlUla \| + 27 s \| \| 7e \| Cian Uijtdebroeks \| Belgique \| Team Visma \\| Lease a Bike \| + 27 s \| \| 8e \| Diego Ulissi \| Italie \| XDS Astana Team \| + 34 s \| \| 9e \| Wout Poels \| Pays-Bas \| XDS Astana Team \| + 34 s \| \| 10e \| Ruben Guerreiro \| Portugal \| Movistar Team \| + 34 s \| |                        |             |                            |                  |
| |                        |             |                            |                  |
| |                        |             |                            |                  |
| Classement général |                        |             |                            |                  |
| Coureur | Coureur                | Pays        | Équipe                     | Temps            |
| 1er | David Gaudu            | France      | Groupama-FDJ               | 13 h 28 min 26 s |
| 2e | Adam Yates             | Royaume-Uni | UAE Team Emirates XRG      | + 6 s            |
| 3e | Damien Howson          | Australie   | Q36.5 Pro Cycling Team     | + 12 s           |
| 4e | Valentin Paret-Peintre | France      | Soudal Quick-Step          | + 18 s           |
| 5e | Marco Brenner          | Allemagne   | Tudor Pro Cycling Team     | + 24 s           |
| 6e | Chris Harper           | Australie   | Team Jayco AlUla           | + 27 s           |
| 7e | Cian Uijtdebroeks      | Belgique    | Team Visma \| Lease a Bike | + 27 s           |
| 8e | Diego Ulissi           | Italie      | XDS Astana Team            | + 34 s           |
| 9e | Wout Poels             | Pays-Bas    | XDS Astana Team            | + 34 s           |
| 10e | Ruben Guerreiro        | Portugal    | Movistar Team              | + 34 s           |

### 4eétape
| \| Classement de l'étape \| Classement de l'étape \| Classement de l'étape \| Classement de l'étape \| Classement de l'étape \| \| Coureur \| Coureur \| Pays \| Équipe \| Temps \| \| --------------------- \| --------------------- \| --------------------- \| -------------------------- \| --------------------- \| \| 1er \| Olav Kooij \| Pays-Bas \| Team Visma \\| Lease a Bike \| 4 h 31 min 35 s \| \| 2e \| Giacomo Nizzolo \| Italie \| Q36.5 Pro Cycling Team \| + 0 s \| \| 3e \| Orluis Aular \| Venezuela \| Movistar Team \| + 0 s \| \| 4e \| Erlend Blikra \| Norvège \| Uno-X Mobility \| + 0 s \| \| 5e \| Max Kanter \| Allemagne \| XDS Astana Team \| + 0 s \| \| 6e \| Pavel Bittner \| Tchéquie \| Team Picnic-PostNL \| + 0 s \| \| 7e \| Émilien Jeannière \| France \| Team TotalEnergies \| + 0 s \| \| 8e \| Iván García Cortina \| Espagne \| Movistar Team \| + 0 s \| \| 9e \| Amaury Capiot \| Belgique \| Arkéa-B&B Hotels \| + 0 s \| \| 10e \| Florian Vermeersch \| Belgique \| UAE Team Emirates XRG \| + 0 s \| |                     |           |                            |                 |
| |                     |           |                            |                 |
| |                     |           |                            |                 |
| Classement de l'étape |                     |           |                            |                 |
| Coureur | Coureur             | Pays      | Équipe                     | Temps           |
| 1er | Olav Kooij          | Pays-Bas  | Team Visma \| Lease a Bike | 4 h 31 min 35 s |
| 2e | Giacomo Nizzolo     | Italie    | Q36.5 Pro Cycling Team     | + 0 s           |
| 3e | Orluis Aular        | Venezuela | Movistar Team              | + 0 s           |
| 4e | Erlend Blikra       | Norvège   | Uno-X Mobility             | + 0 s           |
| 5e | Max Kanter          | Allemagne | XDS Astana Team            | + 0 s           |
| 6e | Pavel Bittner       | Tchéquie  | Team Picnic-PostNL         | + 0 s           |
| 7e | Émilien Jeannière   | France    | Team TotalEnergies         | + 0 s           |
| 8e | Iván García Cortina | Espagne   | Movistar Team              | + 0 s           |
| 9e | Amaury Capiot       | Belgique  | Arkéa-B&B Hotels           | + 0 s           |
| 10e | Florian Vermeersch  | Belgique  | UAE Team Emirates XRG      | + 0 s           |

| \| Classement général \| Classement général \| Classement général \| Classement général \| Classement général \| \| Coureur \| Coureur \| Pays \| Équipe \| Temps \| \| ------------------ \| ----------------------- \| ------------------ \| -------------------------- \| ------------------ \| \| 1er \| David Gaudu \| France \| Groupama-FDJ \| 18 h 00 min 01 s \| \| 2e \| Adam Yates \| Royaume-Uni \| UAE Team Emirates XRG \| + 6 s \| \| 3e \| Damien Howson \| Australie \| Q36.5 Pro Cycling Team \| + 12 s \| \| 4e \| Valentin Paret-Peintre \| France \| Soudal Quick-Step \| + 18 s \| \| 5e \| Marco Brenner \| Allemagne \| Tudor Pro Cycling Team \| + 24 s \| \| 6e \| Chris Harper \| Australie \| Team Jayco AlUla \| + 27 s \| \| 7e \| Cian Uijtdebroeks \| Belgique \| Team Visma \\| Lease a Bike \| + 27 s \| \| 8e \| Ruben Guerreiro \| Portugal \| Movistar Team \| + 34 s \| \| 9e \| Wout Poels \| Pays-Bas \| XDS Astana Team \| + 34 s \| \| 10e \| Embret Svestad-Bårdseng \| Norvège \| Arkéa-B&B Hotels \| + 38 s \| |                         |             |                            |                  |
| |                         |             |                            |                  |
| |                         |             |                            |                  |
| Classement général |                         |             |                            |                  |
| Coureur | Coureur                 | Pays        | Équipe                     | Temps            |
| 1er | David Gaudu             | France      | Groupama-FDJ               | 18 h 00 min 01 s |
| 2e | Adam Yates              | Royaume-Uni | UAE Team Emirates XRG      | + 6 s            |
| 3e | Damien Howson           | Australie   | Q36.5 Pro Cycling Team     | + 12 s           |
| 4e | Valentin Paret-Peintre  | France      | Soudal Quick-Step          | + 18 s           |
| 5e | Marco Brenner           | Allemagne   | Tudor Pro Cycling Team     | + 24 s           |
| 6e | Chris Harper            | Australie   | Team Jayco AlUla           | + 27 s           |
| 7e | Cian Uijtdebroeks       | Belgique    | Team Visma \| Lease a Bike | + 27 s           |
| 8e | Ruben Guerreiro         | Portugal    | Movistar Team              | + 34 s           |
| 9e | Wout Poels              | Pays-Bas    | XDS Astana Team            | + 34 s           |
| 10e | Embret Svestad-Bårdseng | Norvège     | Arkéa-B&B Hotels           | + 38 s           |

### 5eétape
| \| Classement de l'étape \| Classement de l'étape \| Classement de l'étape \| Classement de l'étape \| Classement de l'étape \| \| Coureur \| Coureur \| Pays \| Équipe \| Temps \| \| --------------------- \| ----------------------- \| --------------------- \| -------------------------- \| --------------------- \| \| 1er \| Valentin Paret-Peintre \| France \| Soudal Quick-Step \| 3 h 13 min 15 s \| \| 2e \| Adam Yates \| Royaume-Uni \| UAE Team Emirates XRG \| + 2 s \| \| 3e \| David Gaudu \| France \| Groupama-FDJ \| + 45 s \| \| 4e \| Embret Svestad-Bårdseng \| Norvège \| Arkéa-B&B Hotels \| + 51 s \| \| 5e \| Cian Uijtdebroeks \| Belgique \| Team Visma \\| Lease a Bike \| + 51 s \| \| 6e \| Wout Poels \| Pays-Bas \| XDS Astana Team \| + 51 s \| \| 7e \| Damien Howson \| Australie \| Q36.5 Pro Cycling Team \| + 57 s \| \| 8e \| Chris Harper \| Australie \| Team Jayco AlUla \| + 57 s \| \| 9e \| Jay Vine \| Australie \| UAE Team Emirates XRG \| + 1 min 15 s \| \| 10e \| Marco Brenner \| Allemagne \| Tudor Pro Cycling Team \| + 1 min 15 s \| |                         |             |                            |                 |
| |                         |             |                            |                 |
| |                         |             |                            |                 |
| Classement de l'étape |                         |             |                            |                 |
| Coureur | Coureur                 | Pays        | Équipe                     | Temps           |
| 1er | Valentin Paret-Peintre  | France      | Soudal Quick-Step          | 3 h 13 min 15 s |
| 2e | Adam Yates              | Royaume-Uni | UAE Team Emirates XRG      | + 2 s           |
| 3e | David Gaudu             | France      | Groupama-FDJ               | + 45 s          |
| 4e | Embret Svestad-Bårdseng | Norvège     | Arkéa-B&B Hotels           | + 51 s          |
| 5e | Cian Uijtdebroeks       | Belgique    | Team Visma \| Lease a Bike | + 51 s          |
| 6e | Wout Poels              | Pays-Bas    | XDS Astana Team            | + 51 s          |
| 7e | Damien Howson           | Australie   | Q36.5 Pro Cycling Team     | + 57 s          |
| 8e | Chris Harper            | Australie   | Team Jayco AlUla           | + 57 s          |
| 9e | Jay Vine                | Australie   | UAE Team Emirates XRG      | + 1 min 15 s    |
| 10e | Marco Brenner           | Allemagne   | Tudor Pro Cycling Team     | + 1 min 15 s    |

## Classements finals

### Classement général
| \| Classement général \| Classement général \| Classement général \| Classement général \| Classement général \| \| Coureur \| Coureur \| Pays \| Équipe \| Temps \| \| ------------------ \| ----------------------- \| ------------------ \| -------------------------- \| ------------------ \| \| 1er \| Adam Yates \| Royaume-Uni \| UAE Team Emirates XRG \| 21 h 13 min 18 s \| \| 2e \| Valentin Paret-Peintre \| France \| Soudal Quick-Step \| + 6 s \| \| 3e \| David Gaudu \| France \| Groupama-FDJ \| + 39 s \| \| 4e \| Damien Howson \| Australie \| Q36.5 Pro Cycling Team \| + 1 min 07 s \| \| 5e \| Cian Uijtdebroeks \| Belgique \| Team Visma \\| Lease a Bike \| + 1 min 16 s \| \| 6e \| Chris Harper \| Australie \| Team Jayco AlUla \| + 1 min 22 s \| \| 7e \| Wout Poels \| Pays-Bas \| XDS Astana Team \| + 1 min 23 s \| \| 8e \| Embret Svestad-Bårdseng \| Norvège \| Arkéa-B&B Hotels \| + 1 min 27 s \| \| 9e \| Marco Brenner \| Allemagne \| Tudor Pro Cycling Team \| + 1 min 37 s \| \| 10e \| Simon Dalby \| Danemark \| Uno-X Mobility \| + 2 min 05 s \| |                         |             |                            |                  |
| |                         |             |                            |                  |
| Source : ProCyclingStats |                         |             |                            |                  |
| Classement général |                         |             |                            |                  |
| Coureur | Coureur                 | Pays        | Équipe                     | Temps            |
| 1er | Adam Yates              | Royaume-Uni | UAE Team Emirates XRG      | 21 h 13 min 18 s |
| 2e | Valentin Paret-Peintre  | France      | Soudal Quick-Step          | + 6 s            |
| 3e | David Gaudu             | France      | Groupama-FDJ               | + 39 s           |
| 4e | Damien Howson           | Australie   | Q36.5 Pro Cycling Team     | + 1 min 07 s     |
| 5e | Cian Uijtdebroeks       | Belgique    | Team Visma \| Lease a Bike | + 1 min 16 s     |
| 6e | Chris Harper            | Australie   | Team Jayco AlUla           | + 1 min 22 s     |
| 7e | Wout Poels              | Pays-Bas    | XDS Astana Team            | + 1 min 23 s     |
| 8e | Embret Svestad-Bårdseng | Norvège     | Arkéa-B&B Hotels           | + 1 min 27 s     |
| 9e | Marco Brenner           | Allemagne   | Tudor Pro Cycling Team     | + 1 min 37 s     |
| 10e | Simon Dalby             | Danemark    | Uno-X Mobility             | + 2 min 05 s     |

### Classements annexes
| Classement par points | Classement par points  | Classement par points | Classement par points      | Classement par points |
| Coureur               | Coureur                | Pays                  | Équipe                     | Points                |
| --------------------- | ---------------------- | --------------------- | -------------------------- | --------------------- |
| 1er                   | Valentin Paret-Peintre | France                | Soudal Quick-Step          | 34 pts                |
| 2e                    | Olav Kooij             | Pays-Bas              | Team Visma \| Lease a Bike | 30 pts                |
| 3e                    | Adam Yates             | Royaume-Uni           | UAE Team Emirates XRG      | 27 pts                |
| 4e                    | David Gaudu            | France                | Groupama-FDJ               | 26 pts                |
| 5e                    | Pavel Bittner          | Tchéquie              | Team Picnic-PostNL         | 19 pts                |
| 6e                    | Erlend Blikra          | Norvège               | Uno-X Mobility             | 16 pts                |
| 7e                    | Louis Vervaeke         | Belgique              | Soudal Quick-Step          | 15 pts                |
| 8e                    | Sean Flynn             | Royaume-Uni           | Team Picnic-PostNL         | 14 pts                |
| 9e                    | Giacomo Nizzolo        | Italie                | Q36.5 Pro Cycling Team     | 14 pts                |
| 10e                   | Damien Howson          | Australie             | Q36.5 Pro Cycling Team     | 13 pts                |

| Classement par points | Classement par points  | Classement par points | Classement par points      | Classement par points |
| Coureur               | Coureur                | Pays                  | Équipe                     | Points                |
| --------------------- | ---------------------- | --------------------- | -------------------------- | --------------------- |
| 1er                   | Valentin Paret-Peintre | France                | Soudal Quick-Step          | 34 pts                |
| 2e                    | Olav Kooij             | Pays-Bas              | Team Visma \| Lease a Bike | 30 pts                |
| 3e                    | Adam Yates             | Royaume-Uni           | UAE Team Emirates XRG      | 27 pts                |
| 4e                    | David Gaudu            | France                | Groupama-FDJ               | 26 pts                |
| 5e                    | Pavel Bittner          | Tchéquie              | Team Picnic-PostNL         | 19 pts                |
| 6e                    | Erlend Blikra          | Norvège               | Uno-X Mobility             | 16 pts                |
| 7e                    | Louis Vervaeke         | Belgique              | Soudal Quick-Step          | 15 pts                |
| 8e                    | Sean Flynn             | Royaume-Uni           | Team Picnic-PostNL         | 14 pts                |
| 9e                    | Giacomo Nizzolo        | Italie                | Q36.5 Pro Cycling Team     | 14 pts                |
| 10e                   | Damien Howson          | Australie             | Q36.5 Pro Cycling Team     | 13 pts                |

| Classement du meilleur jeune | Classement du meilleur jeune | Classement du meilleur jeune | Classement du meilleur jeune | Classement du meilleur jeune |
| Coureur                      | Coureur                      | Pays                         | Équipe                       | Temps                        |
| ---------------------------- | ---------------------------- | ---------------------------- | ---------------------------- | ---------------------------- |
| 1er                          | Valentin Paret-Peintre       | France                       | Soudal Quick-Step            | 21 h 13 min 24 s             |
| 2e                           | Cian Uijtdebroeks            | Belgique                     | Team Visma \| Lease a Bike   | + 1 min 10 s                 |
| 3e                           | Embret Svestad-Bårdseng      | Norvège                      | Arkéa-B&B Hotels             | + 1 min 21 s                 |
| 4e                           | Marco Brenner                | Allemagne                    | Tudor Pro Cycling Team       | + 1 min 31 s                 |
| 5e                           | Simon Dalby                  | Danemark                     | Uno-X Mobility               | + 1 min 59 s                 |
| 6e                           | Nahom Zerai                  | Érythrée                     | JCLTeam Ukyo                 | + 2 min 06 s                 |
| 7e                           | Mario Aparicio               | Espagne                      | Burgos-Burpellet-BH          | + 2 min 21 s                 |
| 8e                           | Kevin Vermaerke              | États-Unis                   | Team Picnic-PostNL           | + 2 min 39 s                 |
| 9e                           | Mathys Rondel                | France                       | Tudor Pro Cycling Team       | + 3 min 18 s                 |
| 10e                          | Gianmarco Garofoli           | Italie                       | Soudal Quick-Step            | + 3 min 53 s                 |

| Classement du meilleur jeune | Classement du meilleur jeune | Classement du meilleur jeune | Classement du meilleur jeune | Classement du meilleur jeune |
| Coureur                      | Coureur                      | Pays                         | Équipe                       | Temps                        |
| ---------------------------- | ---------------------------- | ---------------------------- | ---------------------------- | ---------------------------- |
| 1er                          | Valentin Paret-Peintre       | France                       | Soudal Quick-Step            | 21 h 13 min 24 s             |
| 2e                           | Cian Uijtdebroeks            | Belgique                     | Team Visma \| Lease a Bike   | + 1 min 10 s                 |
| 3e                           | Embret Svestad-Bårdseng      | Norvège                      | Arkéa-B&B Hotels             | + 1 min 21 s                 |
| 4e                           | Marco Brenner                | Allemagne                    | Tudor Pro Cycling Team       | + 1 min 31 s                 |
| 5e                           | Simon Dalby                  | Danemark                     | Uno-X Mobility               | + 1 min 59 s                 |
| 6e                           | Nahom Zerai                  | Érythrée                     | JCLTeam Ukyo                 | + 2 min 06 s                 |
| 7e                           | Mario Aparicio               | Espagne                      | Burgos-Burpellet-BH          | + 2 min 21 s                 |
| 8e                           | Kevin Vermaerke              | États-Unis                   | Team Picnic-PostNL           | + 2 min 39 s                 |
| 9e                           | Mathys Rondel                | France                       | Tudor Pro Cycling Team       | + 3 min 18 s                 |
| 10e                          | Gianmarco Garofoli           | Italie                       | Soudal Quick-Step            | + 3 min 53 s                 |

| Classement de la combativité | Classement de la combativité | Classement de la combativité | Classement de la combativité | Classement de la combativité |
| Coureur                      | Coureur                      | Pays                         | Équipe                       | Points                       |
| ---------------------------- | ---------------------------- | ---------------------------- | ---------------------------- | ---------------------------- |

| Classement de la combativité | Classement de la combativité | Classement de la combativité | Classement de la combativité | Classement de la combativité |
| Coureur                      | Coureur                      | Pays                         | Équipe                       | Points                       |
| ---------------------------- | ---------------------------- | ---------------------------- | ---------------------------- | ---------------------------- |

| Classement par équipes | Classement par équipes  | Classement par équipes | Classement par équipes |
| Équipe                 | Équipe                  | Pays                   | Temps                  |
| ---------------------- | ----------------------- | ---------------------- | ---------------------- |
| 1re                    | Q36.5 Pro Cycling Team  | Suisse                 | 63 h 46 min 07 s       |
| 2e                     | Tudor Pro Cycling Team  | Suisse                 | + 2 min 17 s           |
| 3e                     | XDS Astana Team         | Kazakhstan             | + 2 min 55 s           |
| 4e                     | Soudal Quick-Step       | Belgique               | + 3 min 42 s           |
| 5e                     | Burgos-Burpellet-BH     | Espagne                | + 4 min 24 s           |
| 6e                     | Arkéa-B&B Hotels        | France                 | + 4 min 40 s           |
| 7e                     | Terengganu Cycling Team | Malaisie               | + 6 min 54 s           |
| 8e                     | Team Jayco AlUla        | Australie              | + 7 min 01 s           |
| 9e                     | Team Picnic-PostNL      | Pays-Bas               | + 7 min 03 s           |
| 10e                    | UAE Team Emirates XRG   | Émirats arabes unis    | + 8 min 05 s           |

| Classement par équipes | Classement par équipes  | Classement par équipes | Classement par équipes |
| Équipe                 | Équipe                  | Pays                   | Temps                  |
| ---------------------- | ----------------------- | ---------------------- | ---------------------- |
| 1re                    | Q36.5 Pro Cycling Team  | Suisse                 | 63 h 46 min 07 s       |
| 2e                     | Tudor Pro Cycling Team  | Suisse                 | + 2 min 17 s           |
| 3e                     | XDS Astana Team         | Kazakhstan             | + 2 min 55 s           |
| 4e                     | Soudal Quick-Step       | Belgique               | + 3 min 42 s           |
| 5e                     | Burgos-Burpellet-BH     | Espagne                | + 4 min 24 s           |
| 6e                     | Arkéa-B&B Hotels        | France                 | + 4 min 40 s           |
| 7e                     | Terengganu Cycling Team | Malaisie               | + 6 min 54 s           |
| 8e                     | Team Jayco AlUla        | Australie              | + 7 min 01 s           |
| 9e                     | Team Picnic-PostNL      | Pays-Bas               | + 7 min 03 s           |
| 10e                    | UAE Team Emirates XRG   | Émirats arabes unis    | + 8 min 05 s           |

### Classement UCI
La course attribue des points au Classement mondial UCI 2025 selon le barème suivant :
| Position           | 1er | 2e  | 3e  | 4e  | 5e | 6e | 7e | 8e | 9e | 10e | 11e | 12e | 13e | 14e | 15e | 16e à 30e | 31e à 40e |
| Classement général | 200 | 150 | 125 | 100 | 85 | 70 | 60 | 50 | 40 | 35  | 30  | 25  | 20  | 15  | 10  | 5         | 3         |
| Par étape          | 20  | 15  | 10  | 5   | 3  |    |    |    |    |     |     |     |     |     |     |           |           |
| Leader, par étape  | 5   |     |     |     |    |    |    |    |    |     |     |     |     |     |     |           |           |

## Évolution des classements
| Étapes             | Vainqueur              | Classement général | Classement par points  | Classement des jeunes  | Classement de la combativité | Classement par équipes |
| ------------------ | ---------------------- | ------------------ | ---------------------- | ---------------------- | ---------------------------- | ---------------------- |
| 1                  | Olav Kooij             | Olav Kooij         | Olav Kooij             | Olav Kooij             | Kane Richards                | TotalEnergies          |
| 2                  | Louis Vervaeke         | Louis Vervaeke     | Louis Vervaeke         | Valentin Paret-Peintre | Rodrigo Álvarez              | Soudal Quick-Step      |
| 3                  | David Gaudu            | David Gaudu        | Valentin Paret-Peintre | Valentin Paret-Peintre | Rodrigo Álvarez              | Q36.5 Pro Cycling Team |
| 4                  | Olav Kooij             | David Gaudu        | Olav Kooij             | Valentin Paret-Peintre | Rodrigo Álvarez              | Q36.5 Pro Cycling Team |
| 5                  | Valentin Paret-Peintre | Adam Yates         | Valentin Paret-Peintre | Valentin Paret-Peintre | Rodrigo Álvarez              | Q36.5 Pro Cycling Team |
| Classements finals | Classements finals     | Adam Yates         | Valentin Paret-Peintre | Valentin Paret-Peintre | Rodrigo Álvarez              | Q36.5 Pro Cycling Team |